# Чемпіонат Європи з баскетболу 1989
Чемпіонат Європи з баскетболу 1989 — 26-й Чемпіонат Європи з баскетболу відбувся з 20 по 25 червня 1989 у Загребі. У фінальній стадії брали участь 8 національних збірних. За результатами турніру визначилися п'ять команд-учасниць чемпіонату світу з баскетболу в Аргентині.

## Стадіон
| «Дом спортова» |

## Учасники
- Болгарія
- Франція
- Греція
- Італія
- Нідерланди
- СРСР
- Іспанія
- Югославія

## Формат
Команди були розбиті на дві групи по чотири команди в кожній. Дві найкращі команди з кожної групи виходять до півфіналу. Переможці півфіналів грають у фіналі, а невдахи грають в матчі за третє місце.
Третя і четверта команди з кожної групи виступають в плей-оф, що визначать підсумкові місця чемпіонату з 5-го по 8-е.

## Попередній раунд

### Група A
| Гра | Команда 1  | Команда 2  | Рахунок | 1 Т.  | 2 Т.  | Овертайм |
| --- | ---------- | ---------- | ------- | ----- | ----- | -------- |
| A 1 | Нідерланди | Іспанія    | 076:78  | 49:29 | 27:49 | –        |
| A 2 | Італія     | СРСР       | 084:87  | 34:54 | 50:33 | –        |
| A 3 | СРСР       | Нідерланди | 109:56  | 46:32 | 63:24 | –        |
| A 4 | Іспанія    | Італія     | 076:97  | 39:41 | 37:56 | –        |
| A 5 | Нідерланди | Італія     | 066:89  | 23:36 | 43:53 | –        |
| A 6 | СРСР       | Іспанія    | 108:96  | 47:55 | 61:41 | –        |

| Місце | Команда    | І | В | П | О | М       | РО  | кваліфікація          |
| ----- | ---------- | - | - | - | - | ------- | --- | --------------------- |
| 1     | СРСР       | 3 | 3 | 0 | 6 | 304:236 | +68 | Півфінал              |
| 2     | Італія     | 3 | 2 | 1 | 5 | 270:229 | +41 | Півфінал              |
| 3     | Іспанія    | 3 | 1 | 2 | 4 | 250:281 | −31 | Фінальний раунд 5 - 8 |
| 4     | Нідерланди | 3 | 0 | 3 | 3 | 198:276 | −78 | Фінальний раунд 5 - 8 |

### Група B
| Гра | Команда 1 | Команда 2 | Рахунок | 1 Т.  | 2 Т.  | Овертайм |
| --- | --------- | --------- | ------- | ----- | ----- | -------- |
| B 1 | Франція   | Болгарія  | 109:078 | 59:30 | 50:48 | –        |
| B 2 | Югославія | Греція    | 103:068 | 49:35 | 54:33 | –        |
| B 3 | Греція    | Франція   | 080:074 | 42:33 | 38:41 | –        |
| B 4 | Болгарія  | Югославія | 078:098 | 42:54 | 36:44 | –        |
| B 5 | Греція    | Болгарія  | 103:073 | 58:35 | 45:38 | –        |
| B 6 | Франція   | Югославія | 089:106 | 48:41 | 41:65 | –        |

| Місце | Команда   | І | В | П | О | М       | РО  | кваліфікація          |
| ----- | --------- | - | - | - | - | ------- | --- | --------------------- |
| 1     | Югославія | 3 | 3 | 0 | 6 | 307:235 | +72 | Півфінал              |
| 2     | Греція    | 3 | 2 | 1 | 5 | 251:250 | +01 | Півфінал              |
| 3     | Франція   | 3 | 1 | 2 | 4 | 272:264 | +08 | Фінальний раунд 5 - 8 |
| 4     | Болгарія  | 3 | 0 | 3 | 3 | 229:310 | −81 | Фінальний раунд 5 - 8 |

## Фінальний раунд за 5 - 8 місця
Півфінали
| Гра | Команда 1 | Команда 2  | Рахунок    | 1 Т.  | 2 Т.  | Овертайм |
| --- | --------- | ---------- | ---------- | ----- | ----- | -------- |
| 13  | Франція   | Нідерланди | 107:100 ОТ | 53:41 | 38:50 | 16:9     |
| 14  | Болгарія  | Іспанія    | 085:108    | 47:60 | 38:48 | –        |

Матч за 7 місце
| Гра | Команда 1  | Команда 2 | Рахунок | 1 Т.  | 2 Т.  | Овертайм |
| --- | ---------- | --------- | ------- | ----- | ----- | -------- |
| 17  | Нідерланди | Болгарія  | 86:91   | 34:40 | 52:51 | –        |

Матч за 5 місце
| Гра | Команда 1 | Команда 2 | Рахунок | 1 Т.  | 2 Т.  | Овертайм |
| --- | --------- | --------- | ------- | ----- | ----- | -------- |
| 18  | Франція   | Іспанія   | 87:95   | 40:45 | 47:50 | –        |

## Фінальний раунд за 1 - 4 місця
Півфінали
| Гра | Команда 1 | Команда 2 | Рахунок | 1 Т.  | 2 Т.  | Овертайм |
| --- | --------- | --------- | ------- | ----- | ----- | -------- |
| 15  | Югославія | Італія    | 97:80   | 52:43 | 45:37 | –        |
| 16  | Греція    | СРСР      | 81:80   | 45:44 | 36:36 | –        |

Матч за 3 місце
| Гра | Команда 1 | Команда 2 | Рахунок | 1 Т.  | 2 Т.  | Овертайм |
| --- | --------- | --------- | ------- | ----- | ----- | -------- |
| 19  | Італія    | СРСР      | 76:104  | 31:47 | 45:57 | –        |

ФІнал
| Гра | Команда 1 | Команда 2 | Рахунок | 1 Т.  | 2 Т.  | Овертайм |
| --- | --------- | --------- | ------- | ----- | ----- | -------- |
| 20  | Югославія | Греція    | 98:77   | 54:35 | 44:42 | –        |

| Чемпіон Європи 1989 |
| ------------------- |
| Югославія 4-й титул |

## Підсумкове становище
| Місце | Команда    | Результат |
| ----- | ---------- | --------- |
| 1     | Югославія  | 5–0       |
| 2     | Греція     | 3–2       |
| 3     | СРСР       | 4–1       |
| 4     | Італія     | 2–3       |
| 5     | Іспанія    | 3–2       |
| 6     | Франція    | 2–3       |
| 7     | Болгарія   | 1-4       |
| 8     | Нідерланди | 0-5       |

## Символічна збірна турніру
| Символічна збірна турніру |
| ------------------------- |
| Дражен Петрович (MVP)     |
| Нікос Галіс               |
| Жарко Паспаль             |
| Стефан Островські         |
| Діно Раджа                |